# 豊後崩れ
豊後崩れ（ぶんごくずれ）は、江戸時代前期に豊後国の隠れキリシタンが検挙された事件。豊後露顕（ぶんごろけん）、万治露顕とも言われる。

## 豊後のキリシタン
キリシタン大名の大友宗麟が支配していた時期、大友氏の政治拠点である府内・臼杵・津久見や、有力豪族の拠点の大野郡野津（のつ）・三重・宇目地方、直入郡朽網（くたみ）、速見郡由布院地方などを中心に布教が行われ、豊後の民衆の間にキリスト教は浸透していった。
天正18年（1587年）のバテレン追放令の後、大友義統が宣教師の退去を命じた。約3万の信者を擁していた豊後でも、教会は非常な苦痛をこうむり、信仰をすてるものもいたという。しかし、宗麟の未亡人や志賀親次らの保護により信仰を維持する者もおり、その中には豪族や武士もいた。
慶長17年（1612年）8月に江戸幕府による禁教令が出された際には、豊後高田市や野津の神父が追放されたが、志賀（現・竹田市）の宣教師は追放されなかった。臼杵藩ではそれまでキリシタンに好意的だったが、以後弾圧を開始し領内に在住していた宣教師たちを追放し、府内藩でも弾圧をはじめ、小倉藩や岡藩でも五人組や寺請制度、踏み絵が行なわれた。
翌18年（1613年）には各藩は幕府の動向をうかがいながら弾圧を緩和したが、19年（1614年）に幕府のキリシタン禁制が本格的になったことから、臼杵藩では弾圧を強化、国東郡・速見郡ではキリシタンの転宗が強制され、元和6年（1620年）には禁教に消極的だった岡藩も弾圧を始めた。このような状況を、「小藩分立」の豊後では各領主は改易の恐怖にさらされつつ、幕府への忠誠の証として弾圧に励んでいると書かれた。

## キリシタンの捕縛
万治3年（1660年）5月22日、肥後藩高田でキリシタンの男女70余人が捕えられた。その後も岡藩・臼杵藩・熊本藩・府内藩・天領でキリシタンとみなされた人々が逮捕・拘禁された。中には長崎に送られた者もおり、彼らは転宗を迫られ、拒否した者が死罪に処される場合もあった。
姉崎正治の研究では、万治3年から天和2年（1682年）までに、幕府領の日田、岡・臼杵・肥後・府内藩領、大分郡・海部郡・大野郡・中川藩竹田などで517人が召し捕らえられた。豊後国玖珠郡では220人が捕まり、死罪になった者57人、長崎や日田で牢死した者59人、65人が赦免され、江戸送り3人、永牢36人となった。マリオ・マレガの『豊後切支丹史料』・『続豊後切支丹史料』では、臼杵藩内だけで578人が捕縛されたとあり、実際の人数は不明であるが、1000人を超えていると推測されている。その多くが長崎や日田の牢送りとなり、109名が赦免された他は、処刑・牢死・江戸送りとなった。
キリシタンの摘発は、家族や近隣の者の密告によって行なわれたため、一族・一村内で大勢の逮捕者が出ている。臼杵藩海部郡久土村（現・大分市）では、万治3年から寛文9年（1669年）までに156人が、葛木郡では154人が捕縛され、46人が死罪となった。熊本藩大分郡鵜猟河瀬村（大分市）の喜左衛門は実の母を訴えて懸賞金30枚（銀1貫290匁）を受け取り、臼杵藩海部郡久土村の長熊は1人で12人のキリシタンを訴人したという。葛木村のふりは姉弟4人と母が死罪となり、門田村（大分市）の庄兵衛は8人の兄弟が全員牢死または死罪となった。
臼杵藩では、下人・下女を抱えていた有力農民数名が、訴人などによって捕えられた。村井早苗の研究では、これにより藩内の家父長制的大経営の解体が進行し、小農経営の成立を準備する役割が果たされたとしている。

## 幕府の禁教政策
豊後国のキリシタン捕縛は、長崎奉行の命で実施され、その後の処分は幕府の宗門改に報告されるという、江戸幕府の直接的介入によって行われた。
臼杵藩で寛文8年（1668年）に幕府からの命でキリシタンの取り締まりが行われ、73人の信徒が捕らえられた。同年には長崎奉行からの命で領内のキリシタン30人を捕えて入牢させている。翌9年（1669年）正月には、臼杵藩主・稲葉信通は拘禁している65人のキリシタンの住所・氏名・人柄を記した「切支丹宗門之者御預帳」と呼ばれる届書を幕府宗門改役に提出している。
岡藩では、幕府の指示をうけて寛文5年（1665年）に切支丹（宗旨）奉行を設置した。
豊後国のキリシタン摘発によって、幕府は各藩に宗門改奉行の設置を義務づけ、大名領のキリシタン禁制政策を「幕府宗門改役 ― 各藩の宗門奉行」というラインで統括することとなった。長崎奉行も、豊後国だけでなく九州全域の禁教政策に介入し、九州支配を強化していった。